# گربه سیامی

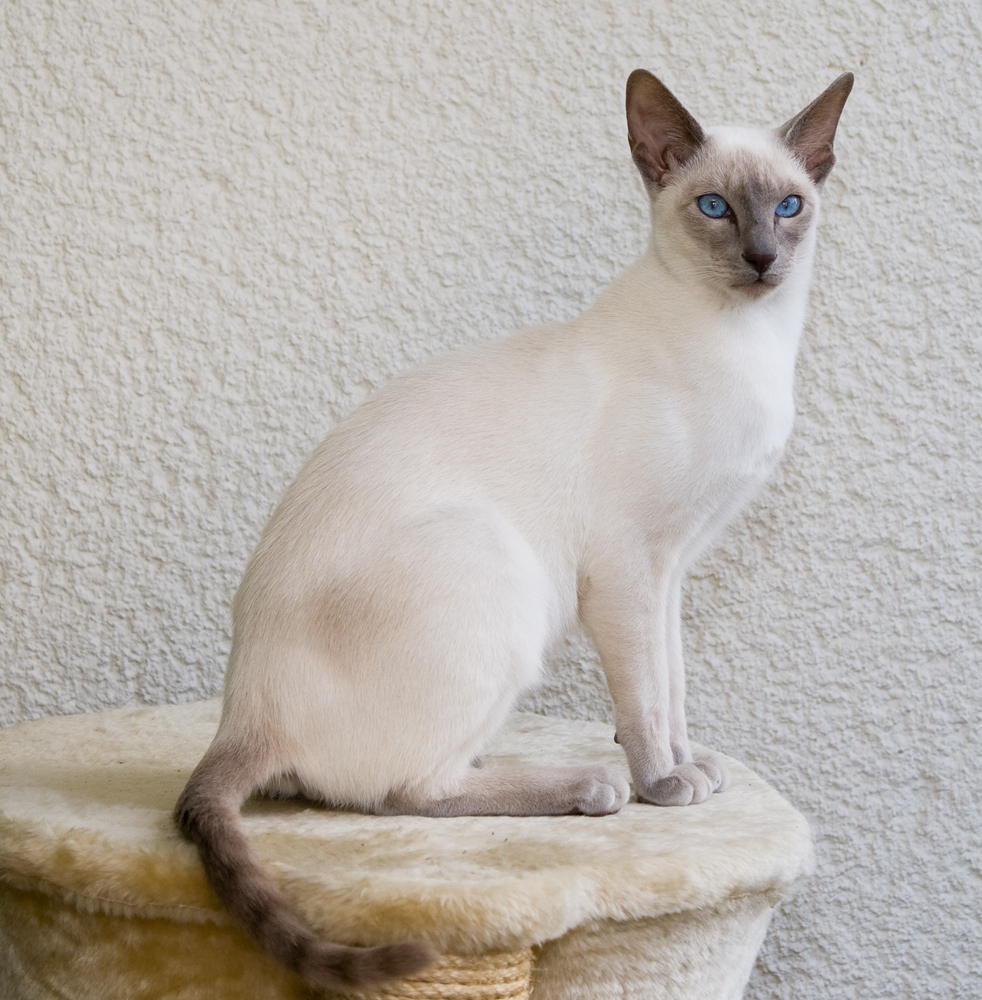

گربه سیامی یکی از نژادهای گربه شناخته شده از خاور دور می‌باشند . خاستگاه این گربه البته نامشخص است اما این اعتقاد وجود دارد که آن‌ها متعلق به کشورهای آسیای جنوب شرقی می‌باشند . یکی از کشورهایی که زادگاه این گربه محسوب می‌شود تایلند است که در آنجا به سیامی‌ها "Wichien-maat " به معنی " جواهر ماه " گفته می‌شود . در قرن ۲۰ ام سیامی به یکی از محبوب‌ترین نژادها در اروپا و آمریکای شمالی تبدیل شد.

## نگارخانه

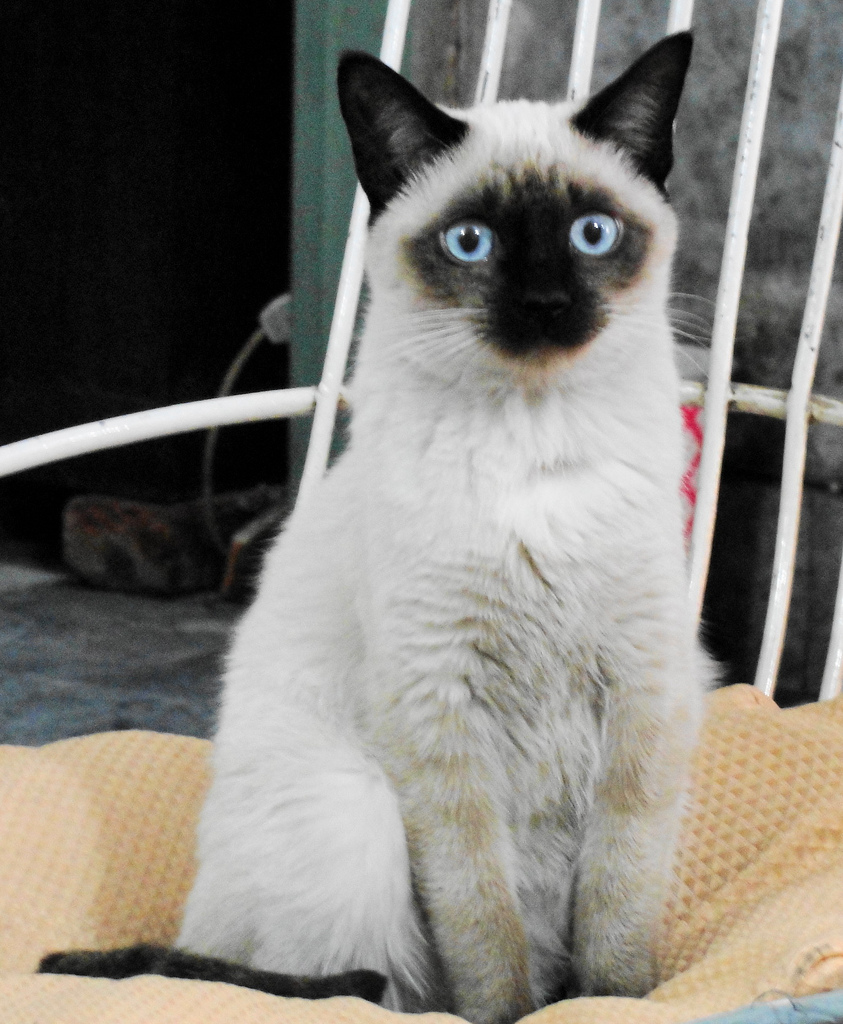
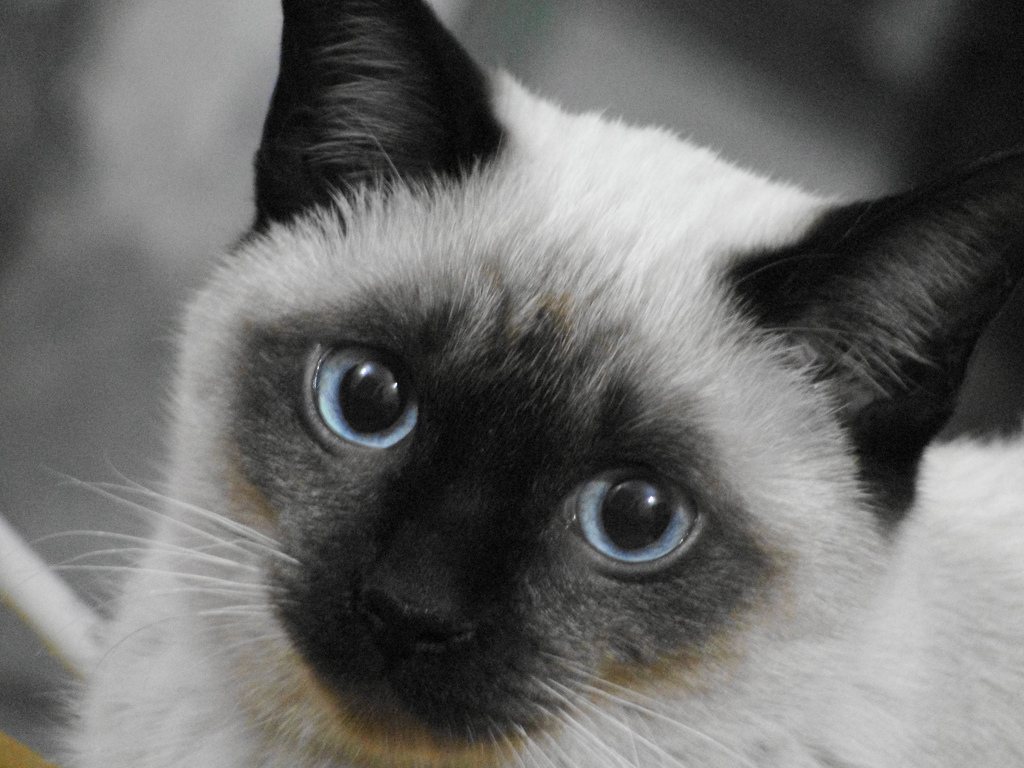
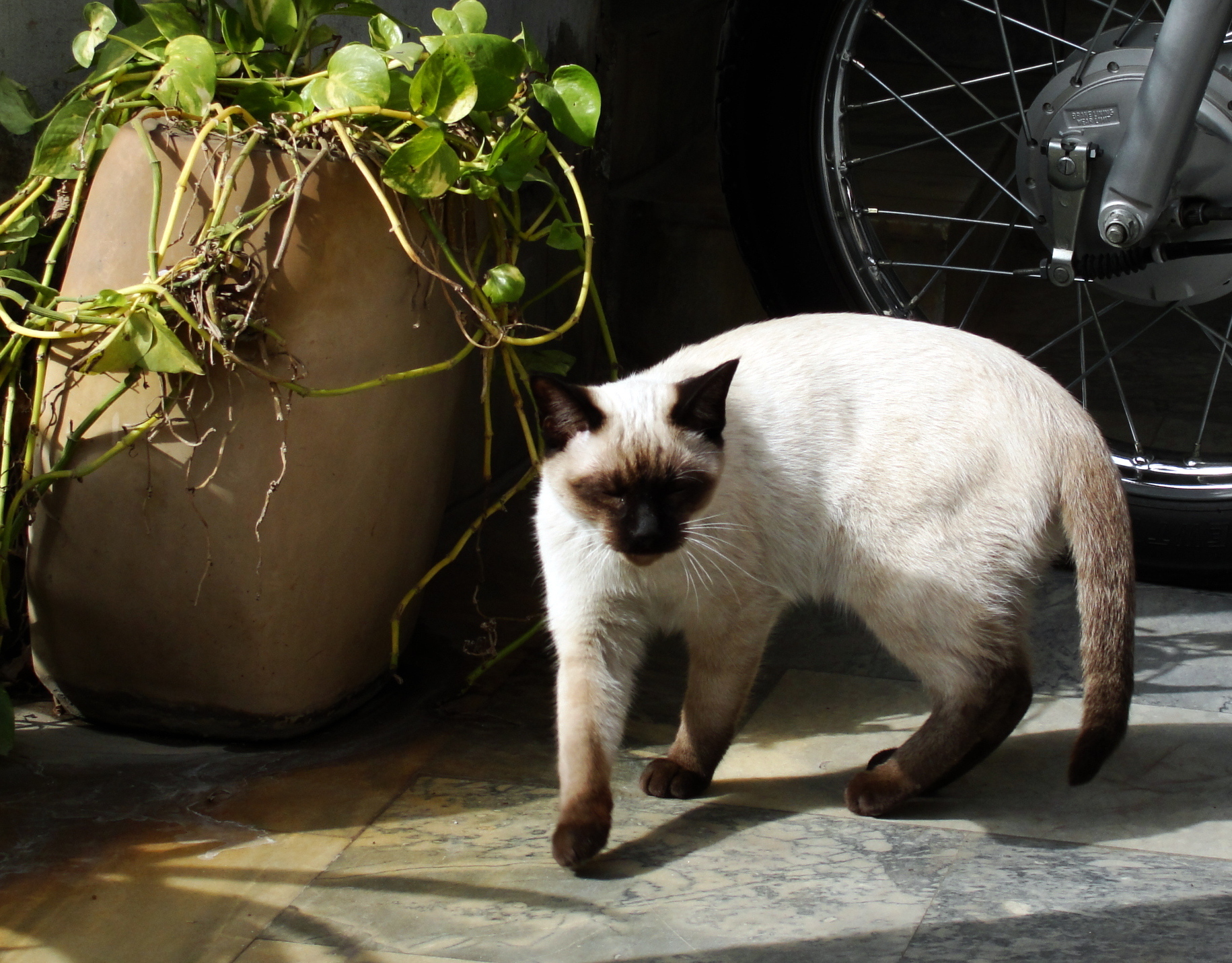
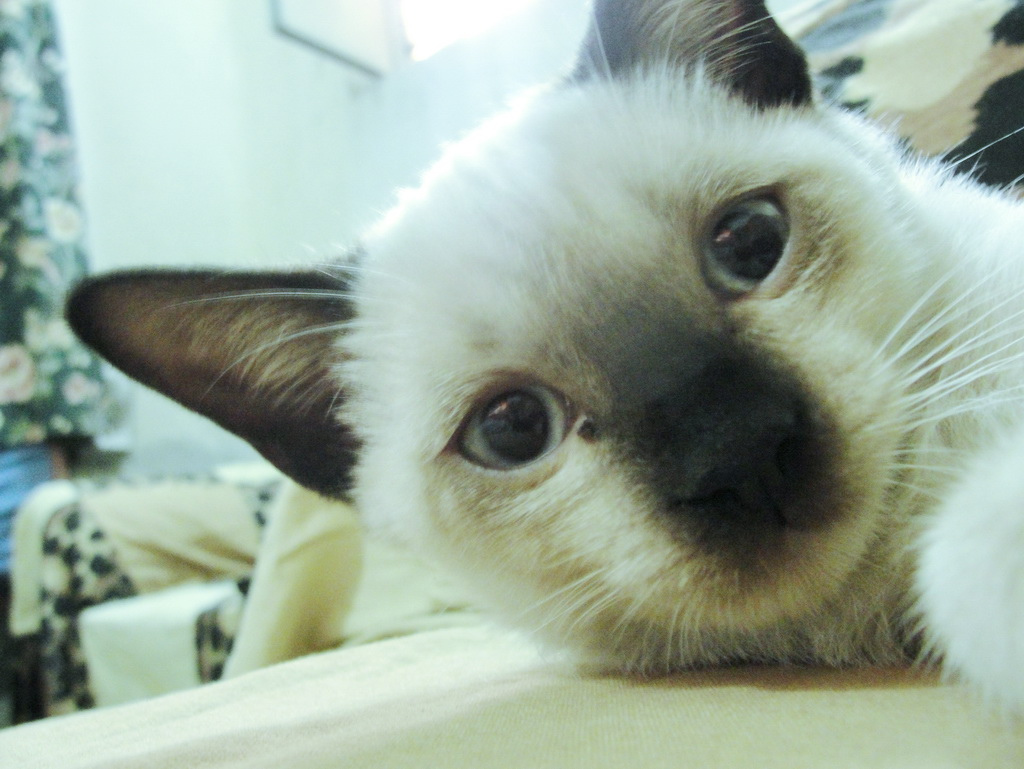
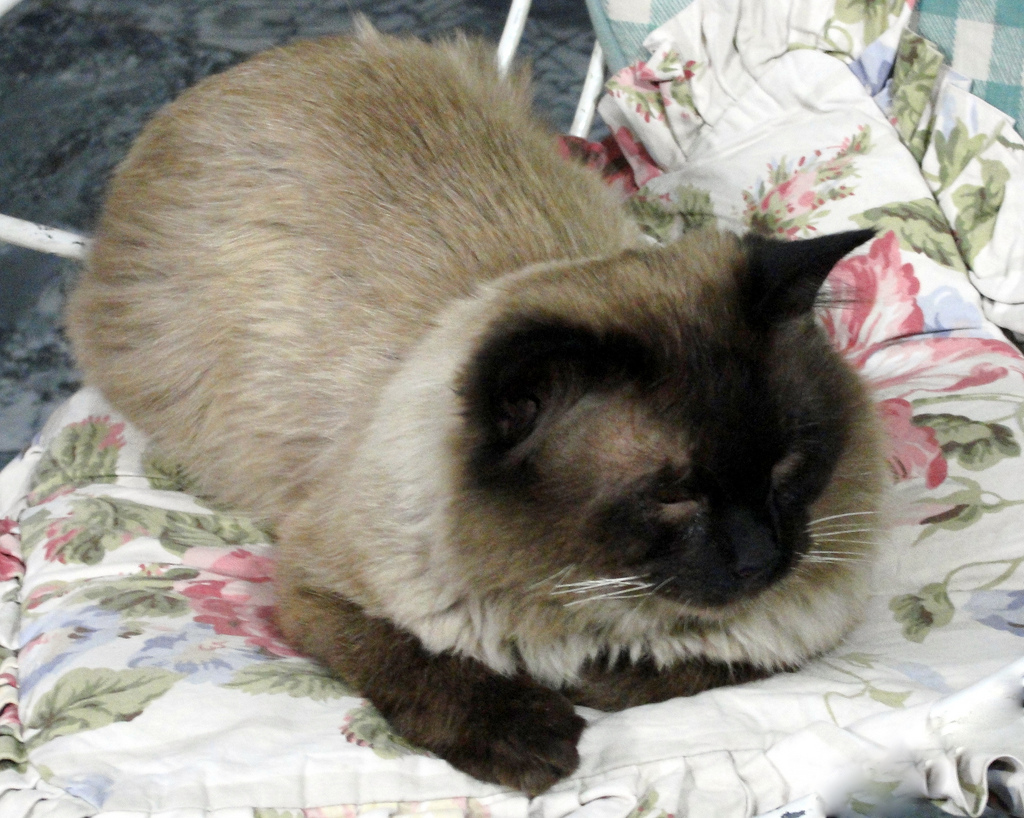
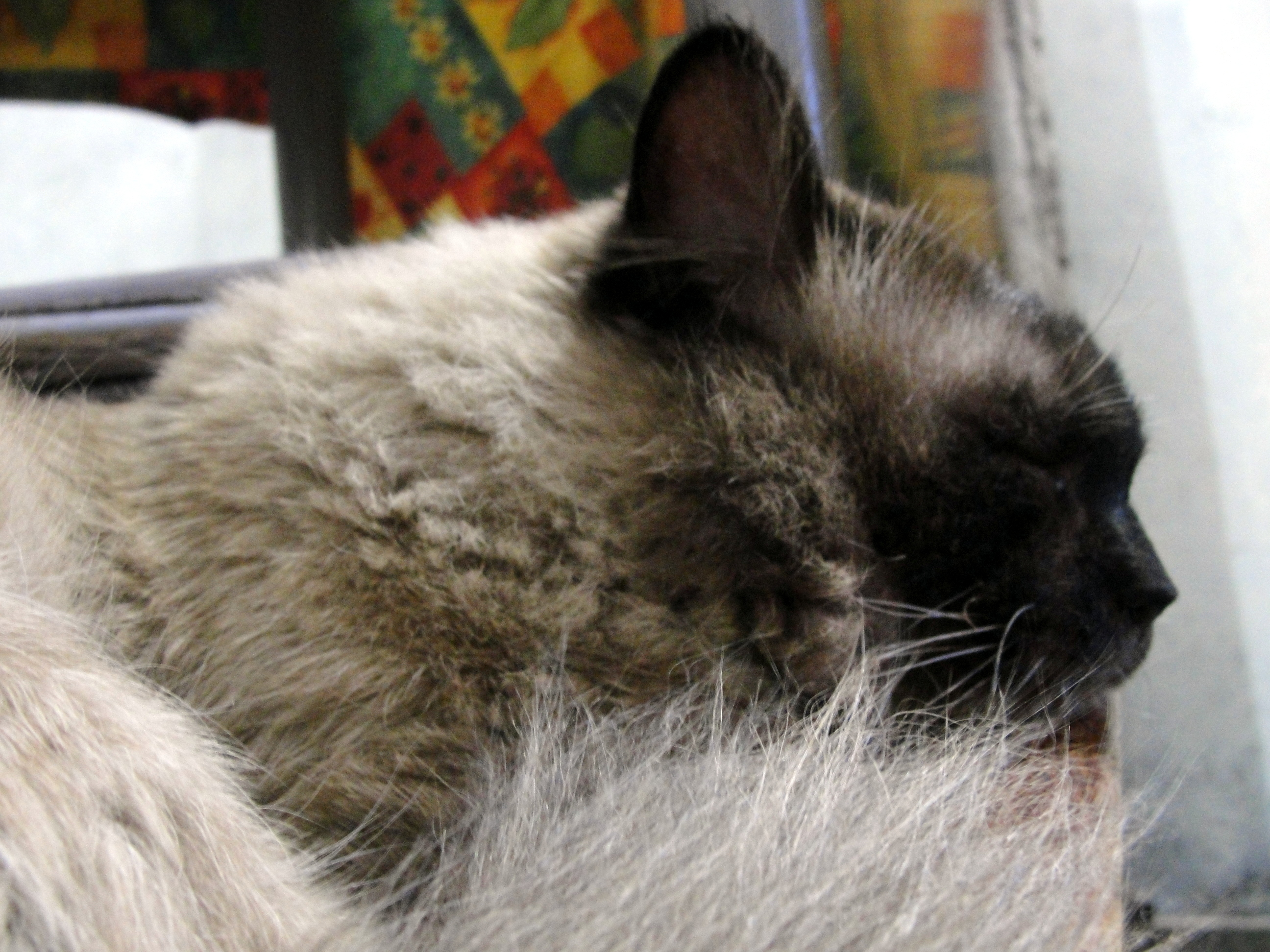
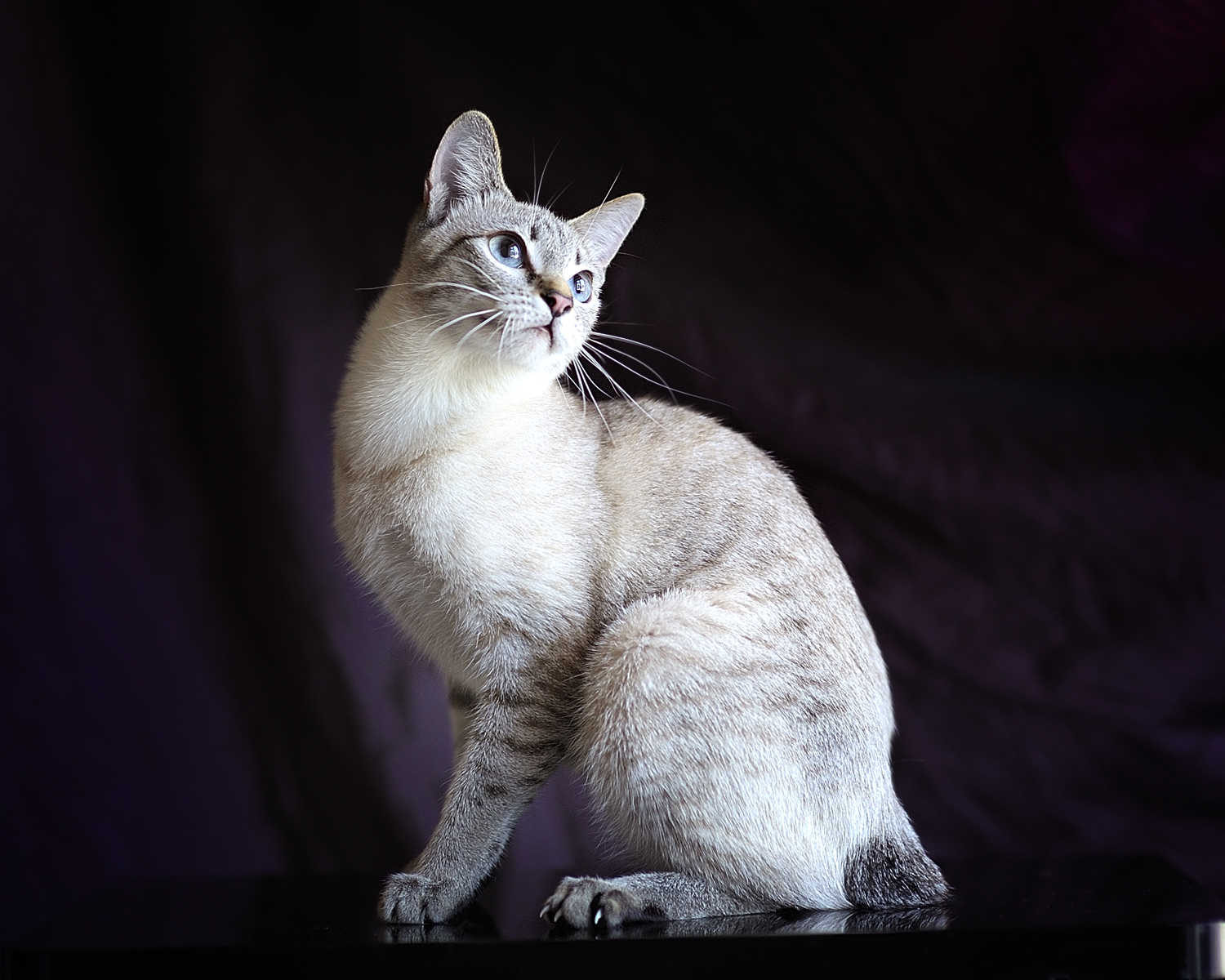
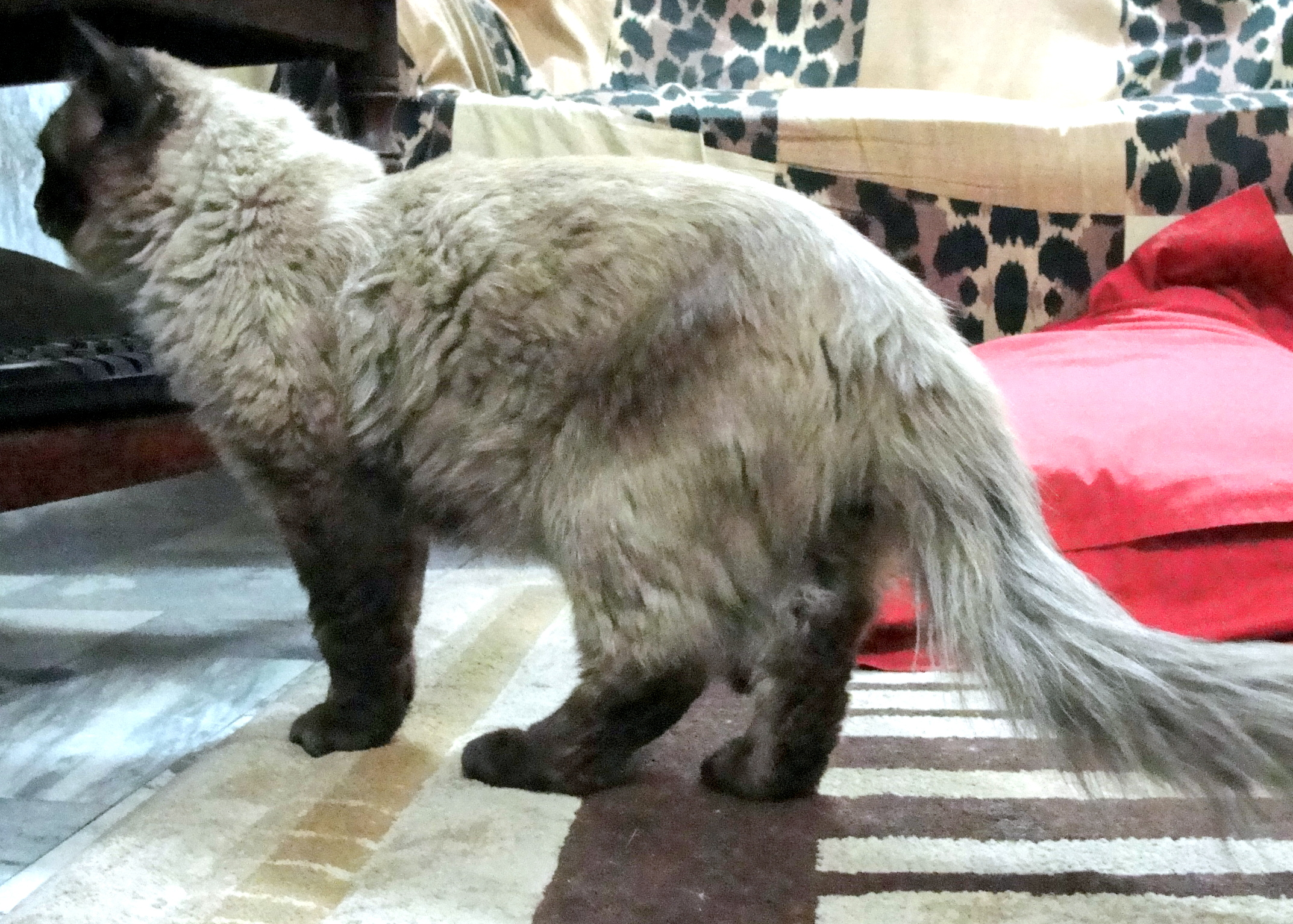
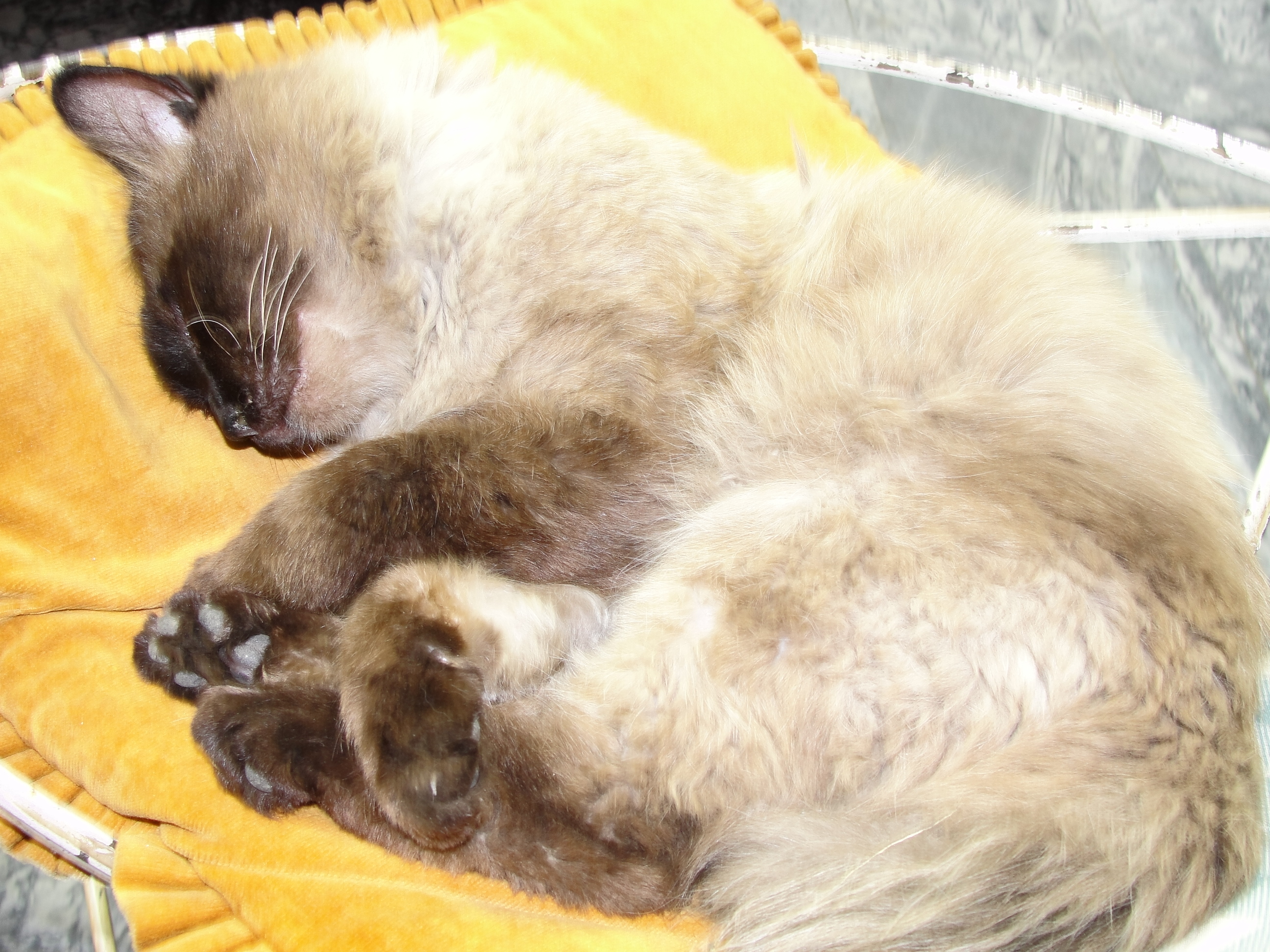